# Piozzo
Piozzo är en ort och kommun i provinsen Cuneo i regionen Piemonte i Italien. Kommunen hade 980 invånare (2018).